# Arroyo Pan de Azúcar

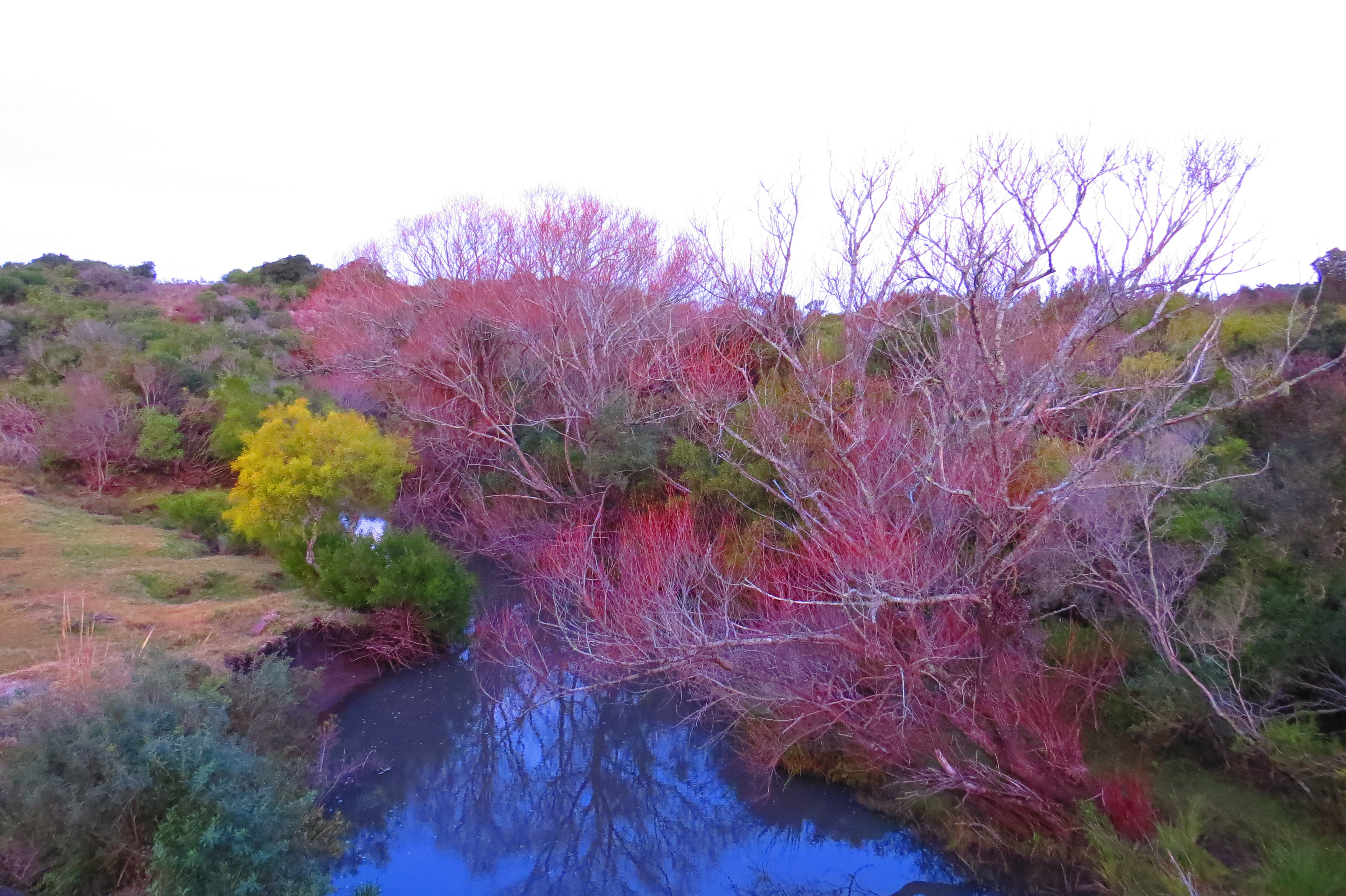
Arroyo Pan de Azúcar 1

El arroyo Pan de Azúcar es un curso de agua uruguayo que atraviesa el departamento de  Maldonado perteneciente a la cuenca hidrográfica del océano Atlántico.
Nace en la Sierra de las Ánimas y desemboca en la laguna del Sauce tras recorrer alrededor de  22 km.